# Ponera longipetala
Ponera longipetala är en orkidéart som beskrevs av Donovan Stewart Correll. Ponera longipetala ingår i släktet Ponera och familjen orkidéer. Inga underarter finns listade i Catalogue of Life.